# Erynnia condecens
Erynnia condecens là một loài ruồi trong họ Tachinidae.